# Myllenyxis deceptiva
Myllenyxis deceptiva är en stekelart som beskrevs av Baltazar 1961. Myllenyxis deceptiva ingår i släktet Myllenyxis och familjen brokparasitsteklar. Inga underarter finns listade i Catalogue of Life.